# Conceiving Ada
Conceiving Ada è un film del 1997 diretto da Lynn Hershman Leeson.

## Trama
Una programmatrice inventa un software che permette di vedere eventi e personaggi del passato. Ossessionata dalla figura di Ada Lovelace, la matematica dell'800 che ideò un algoritmo per la macchina analitica di Charles Babbage, la programmatrice riesce a mettersi in contatto con lei. Ha così modo di rivivere l'angoscia di Ada per le discriminazioni verso le donne dell'epoca che si dedicavano alla scienza e alla matematica.